# هوغو دوبلن
هوغو دوبلن (بالألمانية: Hugo Döblin)‏ هو ممثل ألماني، ولد في 1876 في بولندا، وتوفي في 1960 في سويسرا.

## أعمال

### أفلام
- (1931) إم

## وصلات خارجية
- هوغو دوبلن على موقع IMDb (الإنجليزية)
- هوغو دوبلن على موقع أول موفي (الإنجليزية)
- هوغو دوبلن على موقع قاعدة بيانات الأفلام السويدية (السويدية)
- هوغو دوبلن على موقع قاعدة بيانات الفيلم (الإنجليزية)
- هوغو دوبلن على موقع كينوبويسك (الروسية)